# Petra Köppingová
Petra Köppingová, celým jménem nepřechýleně Viola Petra Köpping (* 12. června 1958 Nordhausen) je saská politička za SPD. Od roku 2019 zastává post saské státní ministryně sociálních věcí, zdravotnictví a sociální soudržnosti v druhé a třetí vládě Michaela Kretschmera a od roku 2024 je zároveň místopředsedkyní vlády. Mezi lety 2009 a 2019 a znovu od roku 2024 je členkou Saského zemského sněmu a v letech 2014 až 2019 byla saskou státní ministryní pro rovnost a integraci.

## Život
Poté, co složila roku 1977 maturitu na Rozšířené střední škole Ernsta Schnellera v Grimmě, přijala post místostarostky obce Großsteinberg. V letech 1979 až 1987 pracovala v radě okresu Grimma a od roku 1980 studovala dálkově státovědu a právo na postupimské Akademii pro státovědu a právo. Studium zakončila v roce 1985 diplomem ze státního práva. V letech 1987–1988 pracovala v městské radě Lipska a v letech 1989–1990 jako starostka obce Großpösna. Po převratu pracovala v letech 1990 až 1994 jako externí pracovnice zdravotní pojišťovny. Následně zastávala podruhé funkci starostky v Großposně, a to až do roku 2001, kdy byla zvolena do okresní rady zemského okresu Lipský venkov. Během okresní reformy se od roku 2008 sloučil zemský okres Lipský venkov s okresem Muldental do nového zemského okresu Lipsko. Ve volbách do rady nového okresu, konaných 22. června 2008, prohrála v souboji s kandidátem CDU Gerhardem Geyem a post okresní radní nezískala. V letech 2008–2009 pracovala jako poradkyně banky Sächsische Aufbaubank.
Köppingová žije ve vsi Höfgen, jež je součástí velkého okresního města Grimma. Je vdaná a z prvního manželství má tři děti.

## Politika
Od roku 1986 do června 1989 byla členkou Sjednocené socialistické strany Německa, ze které vystoupila čtyři měsíce před převratem. V srpnu 2002 vstoupila do SPD. Ve volbách do Saského zemského sněmu v roce 2009 byla ze čtvrtého místa na kandidátce zvolena a stala se členkou Výboru pro hospodářství, práci a dopravu a také Výboru pro vnitřní záležitosti. Dne 13. listopadu 2014 ji tehdejší saský předseda vlády Stanisław Tilich jmenoval první a zároveň jednou Saskou státní ministryní pro rovnost a integraci v saské zemské vládě (třetí vláda Stanisława Tilicha a následně první vláda Michaela Kretschmera). Na starosti měla ochranu spotřebitelů, problematiku rovnosti, integrace přistěhovalců a podporu demokracie. V srpnu 2019 kandidovala na předsedkyni SPD, v prvním kole však získala 14,61 % hlasů, skončila na pátém místě, a do druhého kola tak nepostoupila.
Ve volbách do zemského sněmu v roce 2019 byla zvolena z druhého místa kandidátky. Po jmenování Saskou státní ministryní sociálních věcí a sociální soudržnosti ve druhé vládě Michaela Kretschmera na poslanecký mandát rezignovala.
V 8. saských zemských volbách, které se konaly 1. září 2024, kandidovala jako lídryně kandidátky SPD. Ve volebním okrsku Lipsko venkov 2 skončila v přímé volbě na třetím místě a poslanecký mandát získala skrze kandidátku (druhý hlas). Ve třetí vládě Michaela Kretschmera pokračuje na pozici saské státní ministryně sociálních věcí, zdravotnictví a sociální soudržnosti a jako zástupkyně koaličního partnera této menšinové vlády zastává také funkci místopředsedkyně vlády.

## Dílo
- Petra Köpping: Integriert doch erst mal uns! Eine Streitschrift für den Osten. Ch. Links Verlag, 2018, ISBN 978-3-96289-009-4.